# ویرمینگ
ویرمینگ (به فرانسوی: Virming) یک کمون در فرانسه است که در Canton of Albestroff واقع شده‌است.

## خصوصیات
ویرمینگ ۱۰٫۷۷ کیلومترمربع مساحت و ۲۸۴ نفر جمعیت دارد و ۲۱۵ متر بالاتر از سطح دریا واقع شده‌است.